# 恋きゅー♥
『恋きゅー♥』（こいきゅー）は征海未亜による漫画作品。

## 概要
新米キューピッドであるあい・こい・れんの3人が、一人前のキューピッドを目指して努力する成長の過程を描く内容である。
2005年10月に「コミック デ・ジ・キャラット」からリニューアル創刊された「コミデジ」（ジャイブ）にて連載が開始された。また「コミデジ」での連載が2回目を迎えた直後、ブロッコリー親会社であるタカラの会社合併およびそれに伴う事業再編による再度の雑誌リニューアルが行われ、2006年4月から「コミデジ+」（ソフトバンククリエイティブ）で継続連載が行われることになった。最終的に、コミデジ+休刊と同時に全16話で最終回を迎えた。

## あらすじ
あい・こい・れんの3人は見習いキューピッド。人間達の紅い糸を結びつけることによって未来において存在を失う可能性のある人を守ることが任務であり、彼女達は幼いながらも人間達のために努力し、ひとつひとつの仕事をこなしてゆく。そしてその過程で、紅い糸を結びつける対象である人間の男女や先輩キューピッドや、もともと好きな相手と紅い糸で結ばれていたにもかかわらず死んでしまった幽霊、そして時には自らの任務を妨害しようとする悪魔などともかかわりあいながら成長してゆくことになる。
全く違う性格である3人は、ほかの見習いキューピッドたちとともに、お互いに励ましあい協力しながら一人前になることを目指す。

## 登場人物
あい
本作の主人公で見習いキューピッドの1人。底抜けに明るく元気で、誰に対しても同じように接し、悪魔であるリゼットとさえ友達になろうとする。紅い糸を結びつける任務に出てもまるで遊んで帰ってくるかのようにしか見えず、本人も遊んでばっかりいるような感覚を持っているが、なぜかその結果としてきちんと仕事を終わらせてくる。具体的なものではない「ふしぎななにか」の力を持っており、その力を使って紅い糸を結び付けていく。
学校卒業時の記念として与えられたレターセットを用いて紅い糸を結び付けることを得意とするが、実はそのレターセットには何の力もない。彼女自身の持っている「ふしぎななにか」の力の補助として手紙を使うことで、仲直りをさせたり想いを伝えることで紅い糸を結びつける。
こい
あいの親友で見習いキューピッドの1人。ドジっ娘であり、なにをするにも遅く、そしていつも仕事をこなしきれないために（仕事達成時にもらえる）スタンプがなかなか貯まらない。しかし志望は悪魔と戦う役割を持つガーディアンエンジェルである。
卒業記念として弓を与えられ、本来結ばれるべき2人を同時に射抜くことによって糸を結びつける。当初は弓が苦手で外してばかりだったが、こいをフォローするリンとの必死の練習の成果によって周囲の誰にも負けないほどに巧くなった。また、当初本人は気付いていなかったが、ガーディアンエンジェルになってから取得することの出来る悪魔探知スキル「デモンサーチ Lv.1」を生まれながらにして身につけており、悪魔と戦うための潜在的能力をもともと持っているキューピッドでもあった。
れん
あいのもう1人の親友で見習いキューピッドの1人。公式な設定ではツンデレとなっていた。本当は甘いものが大好きなのに周囲には嫌いであるかのように装うなど、基本的に素直でない（ただし周囲にはバレている）。文武両道であり同期のキューピッドのなかで最も成績がよく、高等スキルである「ヒーリング Lv.5」などを使うことが出来る。
任務として紅い糸を結びつけることもあるが、キューピッド長ジブリールに見初められて特殊な任務を負うようになる。卒業記念として与えられたはさみは当初使い方がわからず、持つことで紅い糸を見えるようにするための道具だと思い込んでいたが、実は両想いの2人のうちの片方が死んでしまった場合に繋がっていた紅い糸を切るためのものであった。紅い糸とともに記憶さえも消してしまうつらい任に悩んだが、その仕事は自分以外のキューピッドたちではそのつらい想いに潰され消えてしまうことを案じるとともに、その消えてしまう記憶を自分だけは忘れず残すために、新しい任務を積極的に負うようになる。
リン
新米のキューピッドの失敗をフォローすることを主任務とする「新米キューピッド監視委員」の1人。学生時代、悪魔に襲われた際に自らを助けてくれたコウに憧れガーディアンエンジェルを目指す。その際にコウのことが好きになったが、そのことがこいにバレてしまい、それをきっかけにこいに弓を教えることになった。
ガーディアンエンジェルになるために必要なノルマは達成しているが、コウから飛び級試験受験を推薦された際にはそれを断り、監視委員を続けることにしている。
コウ
ガーディアンエンジェルの1人。優秀なガーディアンエンジェルであり、特にリンとこいを見守っている。勇敢で仲間想いだが、脳筋で粗雑なところがある。
シスターユーリ
新米のキューピッドたちを指導し、任務を与えるシスター。羽の生えたネコのような姿をしているが、本来は老婆の容貌をしている。普段は水晶球のようなサイズのクリスタルジェムを用いて地上で任務に当たるキューピッドたちの様子を見ている。
リゼット
悪魔であり、キューピッドたちの任務を妨害する。
一度は見習いキューピッドたちによる攻撃の末、ガーディアンエンジェルに捕縛されそうになるが、永遠に（リゼットが）捕らえられてしまうことを案じたあいに庇われた。その後、あいを人質にして脱出するが、どんなに酷いことをしても友達になろうとしてくるうえ、身を捨てて自分を助けようとした姿を見て、最後にあいが魔界の瘴気と寂しさに消えそうになった際には彼女を助けることになった。姉のラゼットを非常に恐れているが同時に慕っている。
ラゼット
リゼットの姉。サディスティックで暴力的な性格。綺麗な人間などの魂を自作の人形に入れて使い魔にしている。
シスターテア
ジブリールの部下のシスター。眼鏡をかけた女性。ジブリールを敬愛しているが、マイペースさに辟易しているところもある。
ジブリール
大天使の女性。優雅な女性だが、お茶目な面もある。花畑の管理人でもある。子供に変身することも。
クロノス
時の神。眼鏡をかけた男性。時を操る時計を持つ。つるこに惚れられている。和菓子が好き。
アスラ
クロノスの部下の少年天使。クロノスを敬愛している反面、女性天使を毛嫌いしている。あいのことも嫌っていたが、彼女と関わるうちに好意を抱くようになる。

## コミックス
コミデジコミックスレーベルより発売されている。発売元はソフトバンククリエイティブ、編集はブロッコリー。
- 恋きゅー♥ (1) ISBN 4-7973-3761-3
- 恋きゅー♥ (2) ISBN 4-7973-4235-8
- 恋きゅー♥ (3) ISBN 978-4-7973-4626-8
- 恋きゅー♥ (4) ISBN 978-4-7973-4940-5
- 恋きゅー♥ (5) ISBN 4-7973-5167-5